# Sciecq
Sciecq ist eine französische Gemeinde mit 663 Einwohnern (Stand: 1. Januar 2022) im Département Deux-Sèvres in der Region Nouvelle-Aquitaine. Sie gehört zum Arrondissement Niort und zum Kanton Autize-Égray.

## Geographie

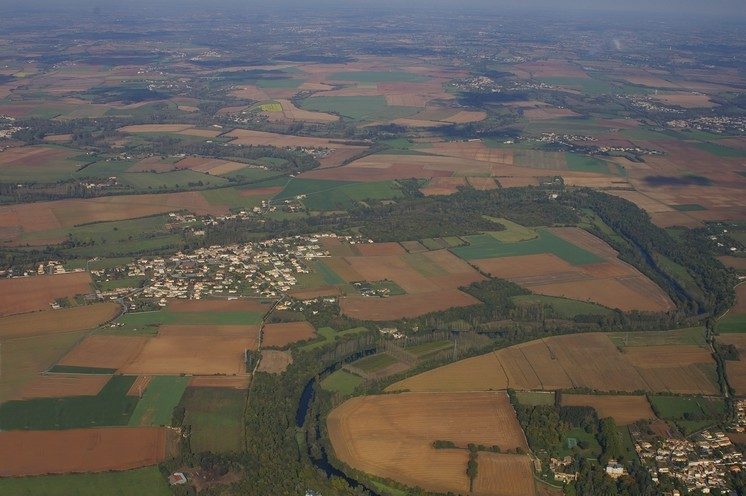
Blick auf Sciecq

Sciecq liegt etwa sechs Kilometer nördlich vom Stadtzentrum Niorts in einer Flussschleife des Sèvre Niortaise. Umgeben wird Sciecq von den Nachbargemeinden Saint-Maxire im Norden, Échiré im Nordosten und Osten, Niort im Süden sowie Saint-Rémy im Westen.

## Bevölkerungsentwicklung
| Jahr                       | 1962 | 1968 | 1975 | 1982 | 1990 | 1999 | 2006 | 2012 | 2019 |
| Einwohner                  | 242  | 272  | 344  | 438  | 449  | 473  | 504  | 601  | 637  |
| Quellen: Cassini und INSEE |      |      |      |      |      |      |      |      |      |

## Sehenswürdigkeiten
- romanische Kirche Sainte-Madeleine aus dem 12. Jahrhundert

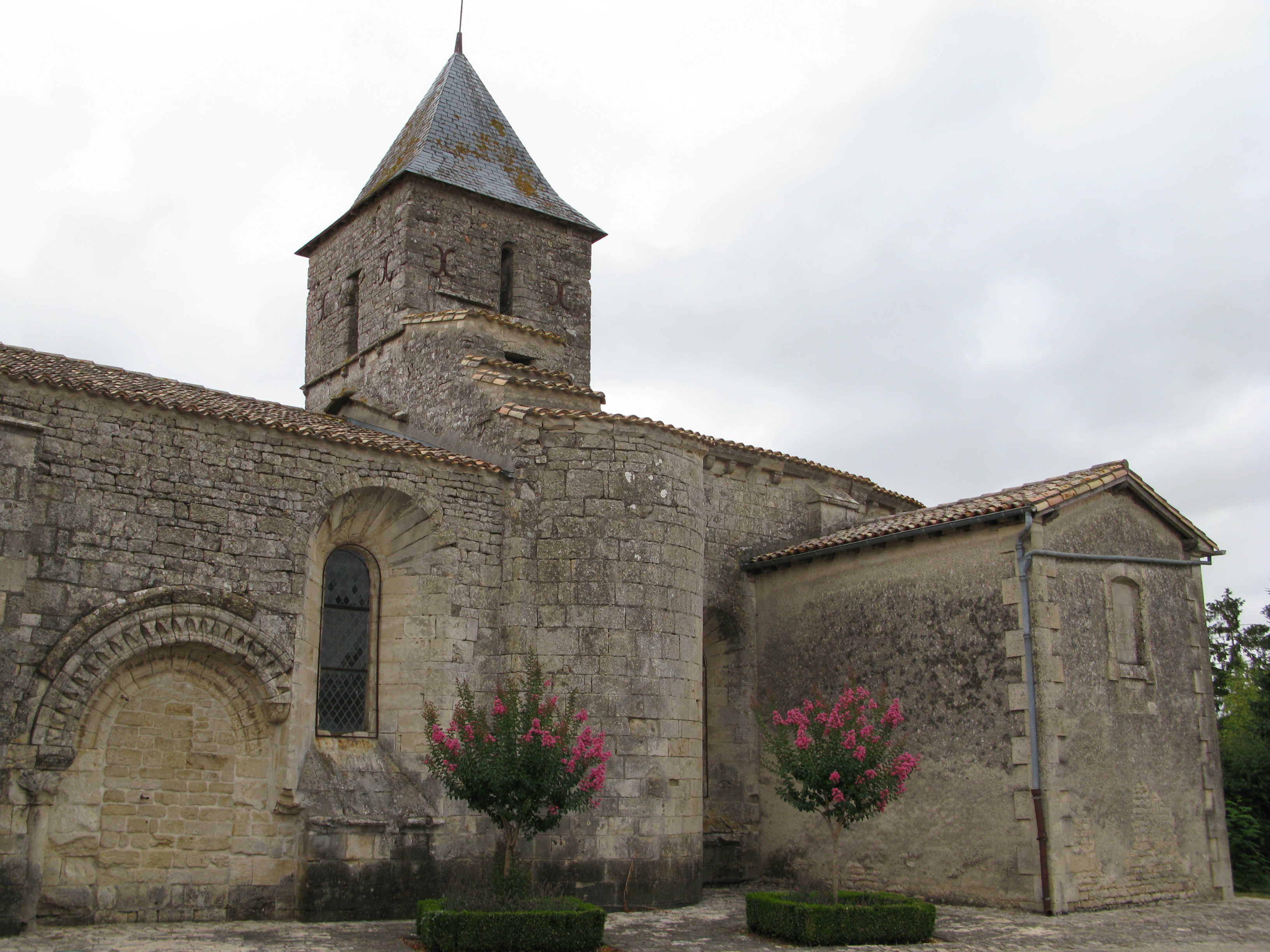
Kirche Sainte-Madeleine

- drei Mühlen am Sèvre